# Lynne Stopkewich
Lynne Stopkewich (Montréal, 1964) è una regista canadese.

## Biografia
Stopkewich all'età di tredici anni ha iniziato a realizzare film in super 8, ha poi studiato cinema all'Università Concordiae il suo debutto da regista è avvenuto nel 1996 con Kissed.

## Filmografia

### Cinema
- Kissed (1996)
- Suspicious River (2000)
- When You Give of Yourself - cortometraggio (2010)

### Televisione
- Lilith on Top - documentario TV (2001)
- Da Vinci's Inquest – serie TV, episodi 5x6 (2002)
- The Atwood Stories – serie TV, episodi 1x3 (2003)
- Bliss – serie TV, episodi 1x4-1x5 (2002-2003)
- The Shields Stories – miniserie TV, episodi 1x2 (2004)
- The Life - film TV (2004)
- Terminal City – serie TV, episodi 1x3-1x4 (2005)
- The L Word – serie TV, 4 episodi (2004-2006)
- Alla corte di Alice (This Is Wonderland) – serie TV, 4 episodi (2006)
- The Guard – serie TV, episodi 1x2-1x3 (2008)
- Haven – serie TV, episodi 2x4 (2011)
- Lost Girl – serie TV, episodi 2x7 (2011)
- Here at Home: A Model Person - documentario TV (2012)
- The Firm – serie TV, episodi 1x14-1x20 (2012)
- Rookie Blue – serie TV, episodi 4x3 (2011)
- Il mistero delle lettere perdute (Signed, Sealed, Delivered) – serie TV, episodi 1x5-1x6 (2014)
- Reign – serie TV, episodi 2x11 (2015)
- Bacio d'ottobre (October Kiss) - film TV (2015)
- Il mistero delle lettere perdute - Il giorno di San Valentino (Signed, Sealed, Delivered: From the Heart) - film TV (2016)
- Aurora Teagarden Mysteries – serie TV, episodi 1x3 (2016)
- Un'estate d'amore (Summer Love) - film TV (2016)
- Van Helsing – serie TV, episodi 4x11 (2019)
- Diggstown – serie TV, episodi 1x3-1x6-2x5 (2019-2020)